# Isabel Jolís Oliver
Isabel Jolís Oliver (Barcelona, 1682- 15 de gener de 1770) fou una impressora i gravadora catalana. Última hereva d'una nissaga d'impressors, a l'edat de 77 anys i fins als 88, la Isabel va fer-se càrrec del taller tipogràfic que la família Jolis tenia al carrer dels Cotoners de Barcelona. A més de dirigir el taller, molt probablement es va dedicar també a l'art de la xilografia, un ofici que va aprendre del seu pare. Un exemple d'energia i perseverança, de força emprenedora que, malgrat la inestable situació política imperant a la segona meitat del segle xviii, va saber esquivar els esculls de la severa administració borbònica, sempre amb la voluntat de fer perdurar el negoci familiar.

## Biografia
Filla de l'impressor Joan Jolís Santjaume (Sant Feliu de Torelló, 1650 - Barcelona, 1705) i de Maria Oliver. La impremta familiar estava situada al carrer de Cotoners, a prop del carrer de Montcada i entorn del 1679 era una de les més importants de l'època barroca a Barcelona. La seva producció comprenia llibres, gravats, auques, goigs, romanços i estampes, que gaudien d'un ampli mercat a Catalunya i la resta d'Europa.
Isabel, que va tenir una llarga vida, visqué juntament amb la seva germana Maria Rosa, també soltera, a la casa paterna del carrer de Cotoners fins a la seva mort. Ella va ser, a partir de la mort del seu germà Joan el 1759, la continuadora del negoci del seu pare, una de les tipografies més importants de l'època, que havia estat fundada cap al 1679.
El 26 d'abril de 1767 Isabel Jolis va dictar testament nomenant com a marmessors Bernat Pla i la seva minyona, Teresa Puig. En el seu testament va fer deixes per a misses en sufragi de la seva ànima a Santa Maria del Mar i als convents de Santa Caterina, Sant Gaietà i el de Santa Madrona. Totes aquestes institucions eren clientes del seu taller tipogràfic.
Al cap de tres anys, el gener de 1770, Isabel, just pocs dies abans de morir, va fer un codicil reordenant els seus béns i manifestant que no podia signar el document a causa de la seva malaltia.
Finalment, el 15 de gener de 1770, Isabel, la darrera descendent de la nissaga Jolis, va morir a casa seva. Probablement la seva germana Maria Rosa ja havia mort abans, perquè va ser la minyona, la Teresa Puig, qui va donar part al notari del seu traspàs.
Isabel va ser inhumada a la Basílica de Santa Maria del Mar al vas o sepulcre familiar, davant de les capelles de santa Eulàlia Amérida (o de Mérida) i de santa Margarida. Quan va morir, la impremta tingué continuïtat amb l'antic aprenent Bernat Pla, Tecla Boix -la Vídua Pla- i, a partir de 1809, els hereus de la vídua Pla, que aparegueren amb  aquest nom als peus d'impremta. Gràcies a aquests canvis, la impremta tingué continuïtat fins pràcticament al segle xx, amb la successió de les famílies Pla i Verdaguer.

## Producció

### Impressora
Va fer-se càrrec del negoci quan tenia 77 anys i el va dirigir durant onze anys, encara que de manera indirecta, ja que va confiar en Bernat Pla, primer com a aprenent i després com a impressor. En els llibres i les estampes hi figurava el segell "Hereus de Joan Jolís” i no el seu nom, com succeeix en altres casos en què impressores, en circumstàncies semblants, posaven el seu nom com a propietàries de la impremta. I va ser ella qui, en el moment de la seva mort, va vetllar perquè la casa no desaparegués, i va manifestar en el testament la seva voluntat de deixar el negoci a Bernat Pla, una persona aliena a la família Jolís, que en va ser el continuador. Segons es dedueix de l'inventari dels béns de la família, la impremta disposava de tres premses i d'un tòrcul per tirar planxes de coure.
Va imprimir llibres destacats, com la segona edició de l'obra de Cervantes, El Quixot, l'any 1762, i va tenir com a clients, entre d'altres, el Seminari i el Palau Episcopal de Barcelona. També va imprimir un Lunario o pronostico perpetuo, general o particular de Jerónimo Cortés (1769).

### Gravadora
Però Isabel Jolís, a més, sembla que va ser gravadora, una tècnica que possiblement aprengué del seu pare, que morí quan ella tenia vint-i-tres anys. Devia completar la seva formació estudiant la important col·lecció de gravats que tenien a casa. La tècnica del gravat experimentà un gran desenvolupament a Europa durant els segles xvii i XVIII i les dones tingueren una participació important, de manera que hi ha una notable llista d'europees gravadores d'aquesta època, en general formades en el seu entorn familiar.
Isabel va tenir aquest conjunt d'oportunitats i sembla que les va aprofitar. Es conserva un gravat signat amb una I, aspecte que ha portat a pensar que era la firma de l'autora. Però també se la considera l'autora de l'estampa de Sant Cristòfol, firmada amb dues I. Tanmateix, tot i que els estudis la relacionen amb aquesta obra, no deixen d'existir dubtes, ja que les inicials coincideixen amb les del seu pare i les del seu germà.
Segurament Isabel es va inspirar en una estampa d'aquest sant realitzada per l'artista Pere Abadal el 1671 del qual copià la distribució de l'espai. El sant apareix en una imatge clàssica en el moment de travessar el riu amb Jesús a les espatlles. Tot i que la tècnica és rudimentària i el dibuix precari, intenta presentar el volum i crea jocs de llum i d'ombra. Aquesta estampa s'inclou en el grup d'aquelles que tenien com a finalitat preservar d'una desgràcia. Aquest tema va ser molt popular des del finals del l'edat mitjana i s'invocava com a protector dels viatgers.

## Llegat
L'important fons d'aquesta impremta es conserva, pràcticament íntegre, a la secció de gravats de la Biblioteca de Catalunya (BC). Un primer conjunt procedent de la casa Jolis – viuda Pla, va entrar a la Biblioteca de Catalunya el 1918. L'any 1987 els hereus de la impremta (família Martínez Dalmases) van vendre a la BC un important lot de gravats i matrius xilogràfiques que conservaven.

### Exposició commemorativa
El 2020 es va celebrar el 250è aniversari de la mort d'Isabel Jolís, amb diverses activitats, entre les quals destacà l'exposició "Dones impressores a la Barcelona del segle XVIII". La mostra es va dividir en cinc àmbits temàtics. Als dos primers es presenten els noms d'algunes de les dones impressores i gravadores que van treballar a Barcelona durant el segle xviii. El tercer àmbit dona a conèixer la nissaga d'impressors Jolis, iniciada per Joan Jolis Santjaume el 1679. El quart se centra en Isabel Jolis, remarcant el seu paper com a gravadora i com a impressora. L'últim àmbit està dedicat a l'impressor Bernat Pla i la seva dona Tecla Boix, a qui Isabel Jolís va llegar l'obrador. Igual que en èpoques anteriors l'antiga casa Jolis, a la mort de l'impressor Pla, va quedar en mans d'una dona, Tecla Pla, que continuà amb el nom de “Viuda Pla”.